# 泉城路

泉城路是山东省济南市的街道，是济南的商业街区，它集政治、文化、商业、旅游等功能于一体，是济南旧城东西两条轴线之一。北边的轴线为进老东门的大明湖路，南面轴线即为泉城路。2001年进行改造，并成为济南最繁华的商业街。中段有济南最古老的商业街：芙蓉街。